# Pronoe capito
Pronoe capito är en kräftdjursart. Pronoe capito ingår i släktet Pronoe och familjen Pronoidae. Inga underarter finns listade i Catalogue of Life.